# Lizzy Gardiner
Liza „Lizzy“ Gardiner (* 1966 in Dubbo, New South Wales) ist eine australische Kostümbildnerin, die neben einem Oscar für das beste Kostümdesign mehrere weitere Filmpreise gewann. Aufsehen erregte sie mit dem Kleid, das sie bei der Oscarverleihung 1995 trug: Dieses war von ihr selbst aus mehreren hundert, auf ihren Namen ausgestellte goldene American Express–Kreditkarten gefertigt und wurde im März 1999 für 12.650 US-Dollar bei einer Auktion zu Gunsten der American Foundation for AIDS Research (amfAR) versteigert.

## Leben
Lizzy Gardiner begann ihre Karriere als Kostümbildnerin in der Filmwirtschaft 1987 bei dem Film Jilted und wirkte bis heute bei der Kostümausstattung von rund zwanzig Filmen mit.
Für die Kostüme in der Tragikomödie Priscilla – Königin der Wüste (1994) von Stephan Elliott mit Terence Stamp, Hugh Weaving und Guy Pearce gewann sie zusammen mit Tim Chappel 1995 sowohl den Oscar für die besten Kostüme, den Preis für die besten Kostüme des Australian Film Institute (AFI Award) als auch den British Academy Film Award für die besten Kostüme. In dem Film spielte sie darüber hinaus eine Nebenrolle als Hotelangestellte. Aufsehen erregte sie mit dem Kleid, das sie bei der Oscarverleihung 1995 trug: Dieses war von ihr selbst aus mehreren hundert, auf ihren Namen ausgestellte goldene American Express-Kreditkarten gefertigt und wurde im März 1999 für 12.650 US-Dollar bei einer Auktion zu Gunsten der American Foundation for AIDS Research (amfAR) versteigert.
Zuletzt erhielt sie 2001 beim New York International Independent Film and Video Festival den Feature Film Award für das beste Kostümdesign, und zwar für Zeit der Grausamkeit (1998) von Roberta Hanley mit Julie Cox, Sammi Davis und Emily Lloyd.
Lizzy Gardiner und Tim Chappel entwarfen auch die Kostüme für das nach dem Film Priscilla – Königin der Wüste 2006 entstandene Musical Priscilla – The Musical und gewannen hierfür unter anderem 2011 den Tony Award für die besten Kostüme in einem Musical.
Im Jahr 2022 wurde sie in die Academy of Motion Picture Arts and Sciences (AMPAS) berufen, die alljährlich die Oscars vergibt.

## Filmografie (Auswahl)
- 1987: Jilted
- 1990: Ein Wochenende mit Kate (Weekend with Kate)
- 1994: Priscilla – Königin der Wüste (The Adventures of Priscilla, Queen of the Desert)
- 1996: Bound – Gefesselt (Bound)
- 2000: Mission: Impossible II
- 2005: The Great Raid – Tag der Befreiung (The Great Raid)
- 2007: Ghost Rider
- 2011: A Few Best Men

## Auszeichnungen
- 1995: Oscar für die besten Kostüme
- 1995: AFI Award für die besten Kostüme
- 1995: BAFTA Film Award für die besten Kostüme
- 2001: Feature Film Award für das beste Kostümdesign
- 2011: Tony Award für die besten Kostüme in einem Musical